# Церковь объединения Чехословакии
Церковь объединения Чехословакии (чеш. Církev sjednocení v Československu) — отделение Церкви объединения, подпольно основанное в 1968 году в Чехословакии. Организация является частью международного движения, основанного Мун Сон Мёном, и занимается распространением учения о «Божественном принципе», а также социальными и межрелигиозными проектами.

## История
Начало деятельности церкви в Чехословакии относится к 1968 году, когда в Восточную Европу прибыла первая группа миссионеров из Австрии. 

### Первые миссионеры
В октябре 1968 года Пауль Вернер (нем. Paul Werner), тогдашний руководитель церкви в Австрии, поручил Эмилии Штеберл (нем. Emilia Steberle, 1932–1981) начать миссию Церкви объединения в Чехословакии. Церковь направила миссионерку в Чехословакию в 1968 году во время Пражской весны. Штеберл изучала словацкий язык в Братиславе и участвовала в акциях протеста в память о Яне Палахе. Ей удалось создать подпольное движение в период нормализации. После 1971 года церковь начала организовываться, а в 1972 и 1973 годах прошли всеобщие съезды верующих. Штеберл была вынуждена покинуть Чехословакию в 1970 году, но неоднократно возвращалась для поддержки подпольных групп.

### Преследования
Вскоре группа верующих церкви попала под наблюдение Службы государственной безопасности Чехословакии, и в 1973 году, в ходе операции под кодовым названием FAMILIA, было арестовано почти 30 членов. В 1974 году над членами Церкви объединения состоялся ряд судебных процессов. 10 октября 1974 года Верховный суд в Братиславе приговорил 14 молодых людей к тюремному заключению сроком от 18 месяцев до 4 лет и 4 месяцев. 

#### Смерть Живны

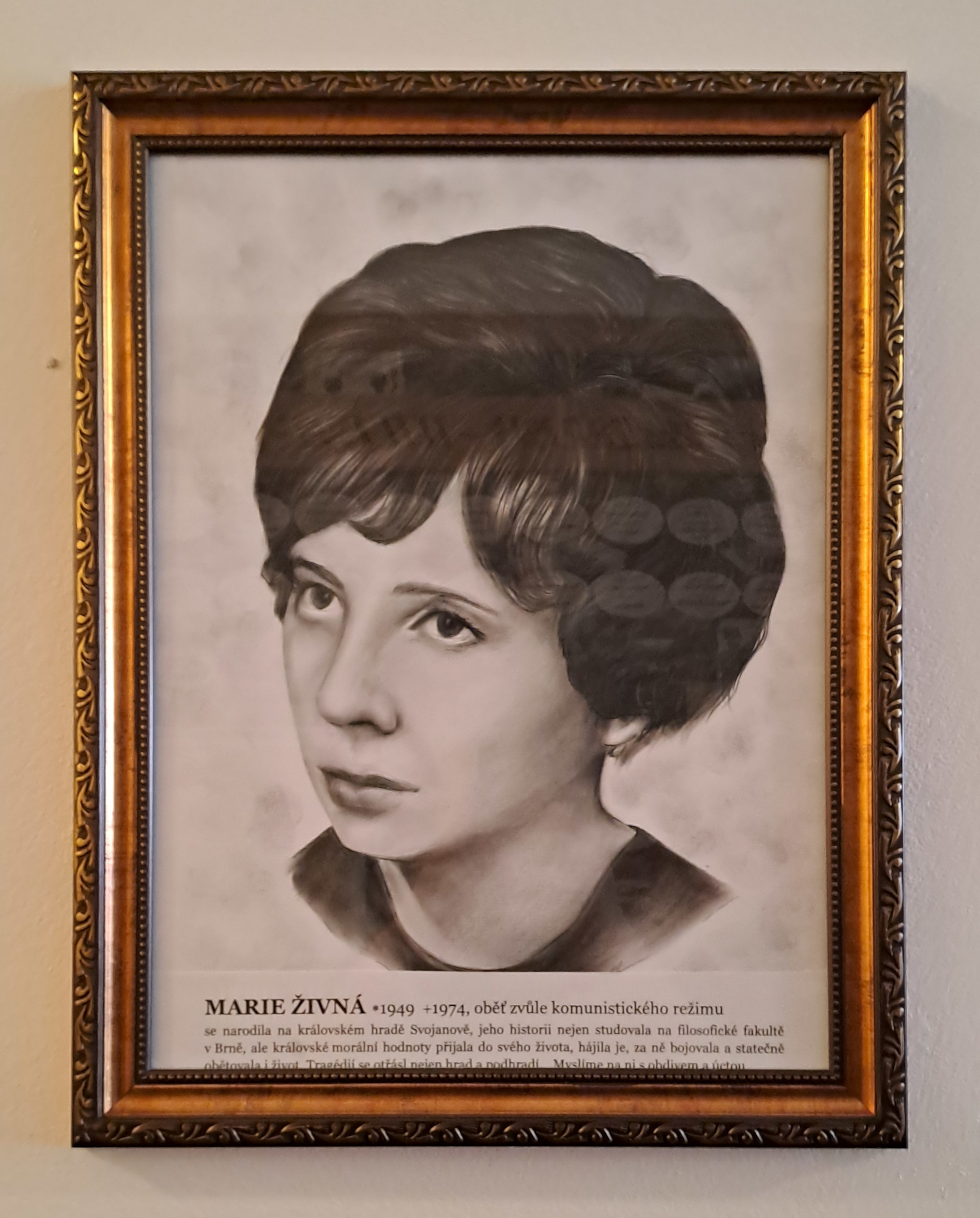
Мария Живна

В последующие месяцы заключения одна из членов, Мария Живна (чеш. Marie Živná), которая сопротивлялась методам допроса, умерла 11 апреля 1974 года в возрасте 24 лет при невыясненных обстоятельствах. Свидетели, видевшие ее тело перед похоронами, подтвердили, что у нее были неестественно седые волосы, что привело к выводу о пытках. Похороны в городе Своянове превратились в антикоммунистическую демонстрацию. Мария Живна считается церковью первой её мученицей за Железным занавесом.

### Посткоммунистический период
Жизнь церкви в Чехословакии возобновились лишь после ноября 1989 года. В конце 90-х годов XX века церковь подала заявку на регистрацию в Чехии, но министерство культуры республики отказало. По мнению религиоведа Давида Збирала, церковь удовлетворяла условиям соответствующего закона, и, таким образом, даже в пост-бархатную эпоху члены церкви, по-видимому, стали жертвами дискриминации со стороны государственных институтов. 

## Структура
После разделения Чехии и Словакии, отделения церкви начали независимую работу в обеих образовавшихся странах. Штаб-квартира церкви находится в Праге, а в 2009 году другие центры были в Брно, Оломоуце и Пльзени. В Чешской Республике во время переписи населения 2001 года к Церкви объединения присоединились 43 жителя. В 2011 году их было 65.